# Akord
Akord je sozvočje treh ali več tonov. V glasbi, na katero je vplivalo evropsko glasbeno izročilo, so akordi v osnovi sestavljeni iz terc in se nanašajo na sorodno tonsko lestvico.
Pojmovanje akordov (harmonskih vertikalnih struktur) se je v evropskem prostoru lahko začelo s prekinitvijo uporabe enoglasja oziroma dvoglasja. V obdobju do začetka 20. stoletja so bili kot akordi v največji meri obravnavani trizvoki in pozneje četverozvoki. Z izjemo sistematične ureditve modela kvintnega oziroma kvartnega kroga (ki ga v teh obdobjih glasbeni teoretiki niso obravnavali kot akord) so se vsa sozvočja nanašala na terčno, tonalno harmonijo, in so bila obravnavana v funkcijskem kontekstu. Zaradi predpisane uporabe konsonanc je bilo uporabno polje harmonske vertikale v primerjavi s celotno množico možnih sozvočij zanemarljivo majhno, s trizvoki, ki določajo tonalnost, pa so zapustila neizbrisljiv pečat evropski glasbeni miselnosti. 
Akorde lahko delimo glede na:
- število tonov (trizvoki, četverozvoki, peterozvoki, itd.)
- intervale, ki sestavljajo osnovne strukture (terčni, sekundni in kvartni akordi)
  - terčne akorde poimenujemo glede na interval, ki obsega osnovno strukturo (kvintakord, septakord, nonakord, undecimakord, ...)
- deljeno sestavljenost (bikordi, polikordi, amalgami, interpolacijski akordi, ...)
- piramidalne proporce (simetrični, zrcalni, z naraščajočim, padajočim intervalnim zaporedjem, itd.)
- tonsko polje (pandiatonični, pentatonični, zvočne ploskve ...)
- alteracije tonov (alterirani akordi diatoničnega in kromatičnega tipa, akordi z alteriranimi toni)

## Akordi terčne harmonije

### Trozvoki
- kvintakord (generalbasna okrajšava: 5/3)
  - durov kvintakord, sestavljen iz zaporedja intervalov v3 in m3 (za vse naštete primere velja intervalna gradnja navzgor)
  - molov, sestavljen iz intervalov m3 in v3
  - zvečani kvintakord, sestavljen iz intervalov v3 in v3
  - zmanjšani kvintakord, sestavljen iz intervalov m3 in m3

Osnovne intervalne strukture kvintakordov se razširjajo po postopku t. i. obratov (rotacije oz. ciklične permutacije tonov) tako, da se prvi, spodnji (basov) ton transponira za oktavo navzgor, medtem ko druga dva tona ostaneta na svojem mestu. Število možnosti obratov je enako številu tonov v akordu. Tako ima npr. trizvok tri možnosti obratov (čeprav pogosto tolmačimo kot 1 (osnovni) + 2 obrata, četverozvok štiri, itd. Prvi obrat kvintakorda se imenuje sekstakord, drugi pa kvartsekstakord. Npr. obrata C-durovega kvintakorda (5/3) (C-E-G) sta sekstakord (6) (E-G-C) in kvartsekstakord (6/4) (G-C-E). 
- sekstakord (okrajšava: 6 akord oklepa interval seksta)
  - durov sekstakord, sestavljen iz intervalov m3 in č4
  - molov sekstakord, sestavljen iz intervalov v3 in č4
  - zvečani sekstakord, sestavljen iz intervalov v3 in zm4
  - zmanjšani sekstakord, sestavljen iz intervalov m3 in zv4

- kvartsekstakord (okrajšava: 6/4 akord oklepa interval seksta, prvi interval v akordu je kvarta).
  - durov kvartsekstakord, sestavljen iz intervalov č4 in v3
  - molov kvartsekstakord, sestavljen iz intervalov č4 in m3
  - zvečani kvartsekstakord, sestavljen iz intervalov zm4 in v3
  - zmanjšani kvartsekstakord, sestavljen iz intervalov zv4 in m3

### Četverozvoki
- septakord (splošna okrajšava osnovne oblike akorda je 7)
  - durov septakord / če je zgrajen na dominanti dominantni septakord, okr. D7, sestavljen iz intervalov v3, m3 in m3
  - molov septakord, sestavljen iz intervalov m3, v3 in m3
  - zmanjšani septakord z zmanjšano septimo, sestavljen iz intervalov m3 , m3 in m3
  - durov septakord z veliko septimo, sestavljen iz intervalov v3, m3 in v3
  - molov septakord z veliko septimo, sestavljen iz intervalov m3, v3 in v3
  - molov septakord z malo septimo, sestavljen iz intervalov m3, v3, m3
  - zvečan septakord z veliko septimo, sestavljen iz intervalov v3, v3, m3
  - zmanjšan septakord z malo septimo, sestavljen iz intervalov m3, m3, v3

**akord, ki bi bil sestavljen iz treh velikih terc (»zvečani septakord«), bi imel ponovljen basov ton, zatorej bi zvenel le kot zvečani kvintakord s podvojeno oktavo. Zato ga ne štejemo v skupino septakordov. 
Obrati septakorda so:
- kvintsekstakord (okrajšava: 6/5)
- terckvartakord (okrajšava: 4/3)
- sekundakord (okrajšava: 2)

### Akordi, ki jih sestavlja pet ali več tonov
Ti akordi so v svojih osnovnih oblikah pravtako zgrajeni iz velikih in malih terc, poimenovani pa so po intervalih, ki obsegajo celotno strukturo. Glede na število tonov imenujemo:
- nonakord (oklepa ga interval nona - okr. 9)
- undecimakord (oklepa ga interval undecima - okr. 11)
- tercdecimakord (oklepa ga interval tercdecima - okr. 13)

*Pri »kvintdecimakordu« bi se v osnovni postavitvi sedmih zaporednih terc ponovil basov ton, zato ga ne obravnavamo več.

### Alterirani akordi diatoničnega in kromatičnega tipa
- napolitanski sekstakord
- lidijski akord
- francoski akord
- nemški akord
- nemško-francoski akord
- Skrjabinov akord

## Sekundni akordi (sekundna harmonija)
Na enak način kot tvorimo akorde iz terc (in njim komplementarnih intervalov, sekst) in akorde iz kvart (kvint), jih lahko tvorimo tudi iz sekund (septim). Kvartni akord (sestavljen iz č4) na tonu C bi zvenel c-f-b-es, sekundni (sestavljen iz v2) pa c-d-e-fis. Obrati sekundnih akordov zelo otežujejo razpoznavo. Slednji primer (c-d-e-fis), ki ima v sekundni harmoniji pomen osnovnega akorda, bi lahko v modalnem smislu dobil pomen celotonskega akorda, v terčni harmoniji pa bi lahko predstavljal sekundni obrat nonakorda. Za razliko od kvartno-kvintnih akordov, kjer sta osrednja intervala, s katerima gradimo vertikalne strukture, č4 in č5, se pri sekundno-septimnih akordih poraja večji problem nomenklature. To pogojujeta po dve različici sekunde: m2 in v2, ter septime: m7 in v7. Zaradi tega s strani glasbene teorije obstaja manj predlogov za poimenovanje.

## Terčni akordi (terčna harmonija)

### Mnogostranost akordov
Osnova so mnogostranosti durovih in molovih akordov :
- durov kvintakord (D 5/3) se pojavi na:
  - I., IV. in V. stopnji v durovih lestvicah
  - V. in VI. stopnji v harmoničnih molovih lestvicah
- molov kvintakord (m 5/3) se pojavi na:
  - II., III. in VI. stopnji v durovih lestvicah
  - I. in IV. stopnji v harmoničnih molovih lestvicah
- zmanjšan kvintakord (zm 5/3) se pojavi na:
  - VII. stopnji v durovi lestvici
  - II. in VII. stopnji v harmoničnih molovih lestvicah
- zvečan kvintakord (Zv 5/3) na III. stopnji v harmonični molovi lestvici

## Kvartni akordi
Glej tudi Prometejev akord in kvintni krog